# فيكتور لوكاشينكو
فيكتور ألكسندروفيتش لوكاشينكو (ولد في 28 نوفمبر 1975) هو سياسي من بيلاروس وأكبر أبناء الرئيس البيلاروسي ألكسندر لوكاشينكو. وهو الرئيس الحالي للجنة الأولمبية الوطنية لجمهورية بيلاروس، وشغل سابقا منصب مستشار الأمن القومي لوالده، رئيس بيلاروس.

## السيرة الذاتية
ولد فيكتور لوكاشينكو في 28 نوفمبر 1975، لغالينا لوكاشينكو، التي كانت تعمل في روضة أطفال، وألكسندر لوكاشينكو، رئيس بيلاروسيا منذ عام 1994.
تخرج فيكتور لوكاشينكو من كلية العلاقات الدولية في جامعة بيلاروسيا الحكومية في عام 1998 وخدم واجبه العسكري الإلزامي في دائرة حرس الحدود البيلاروسية بين عامي 1998 و2001. وعمل فيما بعد في وزارة خارجية بيلاروس وفي شركة للصادرات العسكرية، هي شركة أغات.
في عام 2005، أصبح فيكتور لوكاشينكو مساعدا للأمن القومي لوالده، وفي يناير 2007، أصبح عضوا في مجلس الأمن في جمهورية بيلاروسيا.
ويرتبط فيكتور برجل الأعمال البيلاروسي الكسندر زايتسيف الذي عمل سابقا مساعدا لفيكتور. وكان زايتسيف رئيس مجلس مجموعة برمينو التي أنشأت منطقة اقتصادية خاصة في أورشا في عام 2018.
في عام 2021، تم تعيين فيكتور لوكاشينكو رئيسا للجنة الأولمبية البيلاروسية، خلفا لوالده، بعد منع كليهما من حضور الألعاب الأولمبية. كما أعفي فيكتور لوكاشينكو من منصبه كمساعد للرئيس للأمن القومي في 1 مارس.

## الاتهامات وعقوبات الاتحاد الأوروبي
في عام 2011، وبعد موجة القمع التي أعقبت الانتخابات الرئاسية في بيلاروسيا عام 2010، أصبح لوكاشينكو خاضعا لحظر السفر وتجميد الأصول من قبل الاتحاد الأوروبي كجزء من قائمة عقوبات تضم 208 أفراد مسؤولين عن القمع السياسي وتزوير الانتخابات والدعاية. تم رفع العقوبات في عام 2016.
ووفقا لقرار مجلس الاتحاد الاوروبى فان لوكاشينكو «لعب دورا رئيسيا في الاجراءات القمعية التي تم تنفيذها ضد المعارضة الديمقراطية والمجتمع المدنى. وكعضو رئيسي في مجلس أمن الدولة، كان مسؤولا عن تنسيق التدابير القمعية ضد المعارضة الديمقراطية والمجتمع المدني، ولا سيما في حملة القمع التي شنت في 19 ديسمبر 2010». وإلى جانب ذلك، لا يزال لوكاشينكو أحد الأشخاص القلائل على قائمة العقوبات في الولايات المتحدة.
تدير زوجته ليليا لوكاشينكو معرضا فنيا، معرض الفن الفوضى في دانا مول، وهو مركز تسوق في شمال مينسك. دانا مول مملوكة لشركة بناء كبيرة، دانا أسترا التي يقال بدورها أنها مملوكة من قبل بوغوليوب كاريتش ونيبويشا كاريتش، وهما من أفراد عائلة كاريتش الصربية.
ليليا لوكاشينكو كانت نائبة مدير دانا استرا 2016–2017. وتعتبر شركة دانا استرا الام، دانا هولدز، المقاول الرئيسى لاحد أكبر مشروعات التنمية في مينسك، ويدعى «مينسك - مير».
في ديسمبر 2020 قرر المجلس التنفيذي للجنة الأولمبية الدولية استبعاد جميع أعضاء اللجنة الأولمبية البيلاروسية حتى إشعار آخر من جميع فعاليات اللجنة الأولمبية الدولية.